# Jeph Howard

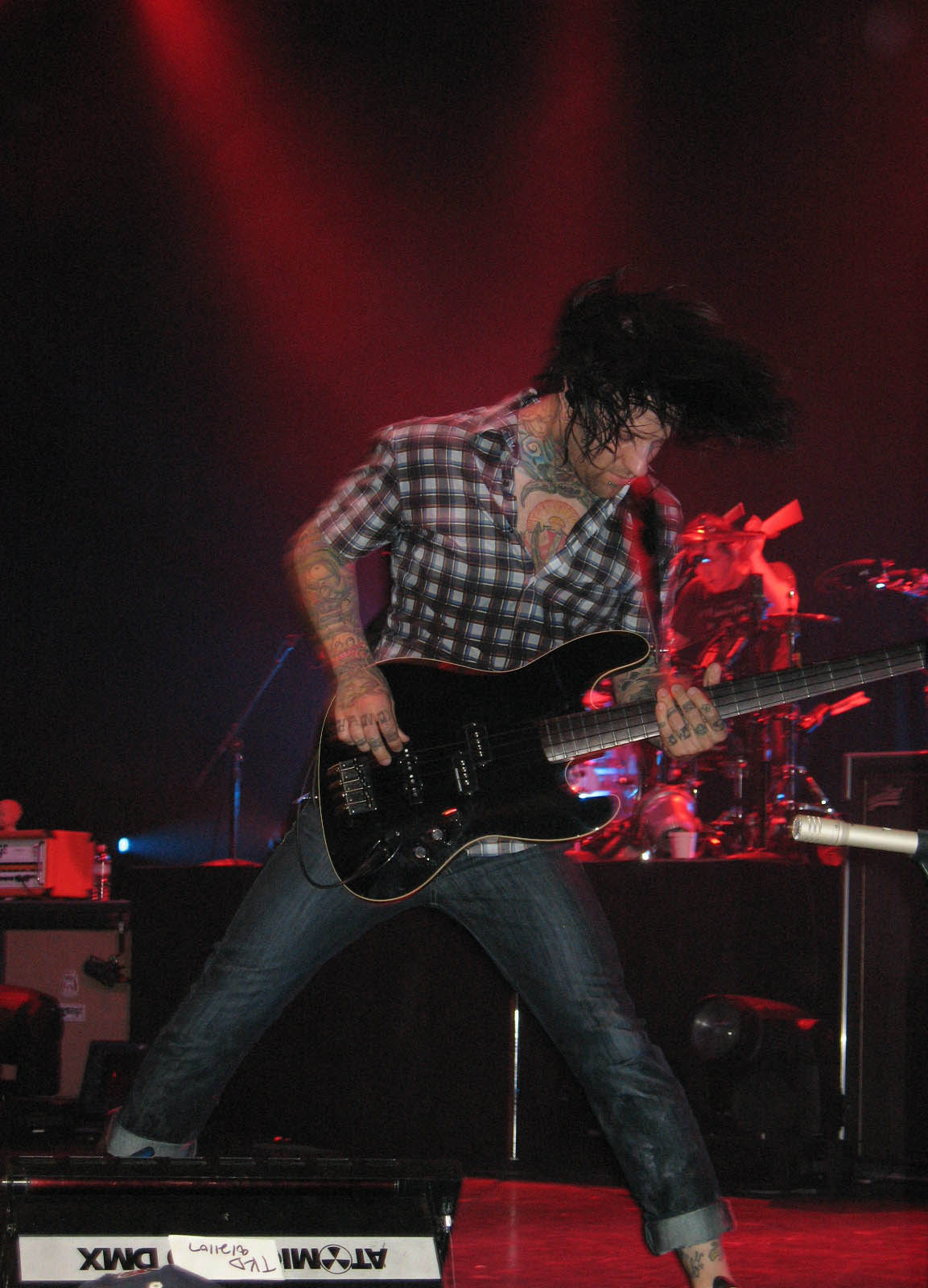
Jeph Howard San Francisco 2007.

Jeph Howard (Jepharee Michael Howard), född 4 januari 1979 i Orem i Utah i USA, är en amerikansk basist i det amerikanska rockbandet The Used. Han brukar kallas för Jepha. Innan den nuvarande sångaren Bert McCracken blev medlem i The Used, var Jeph Howard sångare i bandet. Han föredrar att spela bas.
Howard arbetade som kock och bagare innan The Used blev signade till skivbolaget Reprise Records. Han är vegetarian och stödjer PETA, precis som Quinn Allman, gitarristen i The Used.